# ヴァルター・ボルヒャース
ヴァルター・ボルヒャース（ドイツ語: Walter Borchers、1916年1月22日 - 1945年3月6日）は、第二次世界大戦時のドイツ空軍の夜間戦闘機のエース・パイロットである。約300回の作戦飛行に出撃し、夜間の43機、昼間の駆逐機での6機と4発爆撃機の6機を含む合計59機の戦果を挙げた。エース・パイロットとは空中戦で5機以上の敵機を撃墜した軍人パイロットを呼び表す呼称である。戦死する前にボルヒャースは第5夜間戦闘航空団の戦闘航空団司令に就任した。

## 経歴
ヴァルター・ボルヒャースは、1916年1月22日にオルデンブルク大公国アンマーラント郡のオーフェンで3人兄弟の末っ子として生まれた。第二次世界大戦中にこの3人兄弟全員が騎士鉄十字章を授与されることになった。次兄のアドルフ・ボルヒャース少佐は第51戦闘航空団/第11飛行中隊（11./JG 51）の飛行中隊長時代の1944年11月22日に、長兄のヘルマン・ボルヒャース 親衛隊大尉は第19装甲擲弾兵連隊/第I大隊の指揮官時代の1944年10月16日に騎士鉄十字章を授与された。
ヴァルター・ボルヒャースは、1939年9月1日に第二次世界大戦が勃発した時に第76駆逐航空団/第5飛行中隊（5./ZG 76）に所属しており、1940年秋には第5飛行中隊の中隊長となった。フランス侵攻とバトル・オブ・ブリテンの期間中には10機の撃墜を記録した。
ボルヒャースの中隊は1941年秋に本土防空の夜間戦闘任務を担う第3夜間戦闘航空団/第8飛行中隊に転換された。ボルヒャースは1943年3月3日に初めて夜間での戦果を挙げ、その年の内の12機目と15機目にはアメリカ陸軍航空軍（USAAF）の4発戦略爆撃機を撃墜した。4月22日には中尉の階級のままで第5夜間戦闘航空団/第III飛行隊（III./NJG 5）隊長に任命され、1944年3月23日までこの職を務めた。この期間に更に6機の夜間での撃墜と4機のUSAAF4発爆撃機の撃墜を記録した。ボルヒャースはNJG 5の戦闘航空団司令となり、合計45機の戦果を挙げていた1944年10月29日に騎士鉄十字章を授与された。
1機のアブロ ランカスターを撃墜した1945年3月5日の夜にボルヒャースはアルテンブルクの北でイギリス空軍の長距離夜間戦闘機により撃墜され戦死した。ユンカース Ju 88 G-6 "C9+GA"（Werknummer 622 319—製造番号）に同乗していた銃手はパラシュートで脱出して生還したが、レーダー手のフリードリヒ・ロイル（Friedrich Reul）少尉も戦死した。ボルヒャースは柏葉付騎士鉄十字勲章の授与候補者に推薦されていたが、これは授与されなかった。
ボルヒャースを撃墜したのはイギリス空軍第100航空団の第239飛行隊に所属するウォルター・ギブ中佐とケンドール（Kendall）中尉の搭乗するデ・ハビランド モスキート夜間戦闘機であった。

## 受勲
- 空軍前線飛行章（英語版）[5]
- 鉄十字章[5]
  -  二級鉄十字章
  -  一級鉄十字章
- ドイツ十字章金章（1943年7月12日）第3夜間戦闘航空団（英語版）/第8飛行中隊の中尉として[6]
- 騎士鉄十字章（1944年10月29日）第5夜間戦闘航空団（英語版）/第III飛行隊（III./NJG 5）の飛行隊長の少佐として[7][脚注 3]

## 参照
出典
1. 1 2 3 4  Obermaier 1989, p. 92.
2. ↑  Spick 1996, pp. 3–4.
3. 1 2  Fellgiebel 2000, p. 140.
4. ↑  Bowman 1998, p. 86.
5. 1 2  “Walter Borchers”. Ritterkreuzträger 1939-45. 2010年1月25日閲覧。
6. ↑  Patzwall and Scherzer 2001, p. 52.
7. ↑  Scherzer 2007, p. 235.

参考文献
- Bowman, Martin W. (1998). Mosquito Fighter/Fighter-Bomber Units of World War 2. Osprey Publishing. ISBN 1-85532-731-7.
- Fellgiebel, Walther-Peer (2000). Die Träger des Ritterkreuzes des Eisernen Kreuzes 1939-1945 (in German). Friedburg, Germany: Podzun-Pallas. ISBN 3-7909-0284-5.
- Obermaier, Ernst (1989). Die Ritterkreuzträger der Luftwaffe Jagdflieger 1939 – 1945 (in German). Mainz, Germany: Verlag Dieter Hoffmann. ISBN 3-87341-065-6.
- Patzwall, Klaus D. and Scherzer, Veit (2001). Das Deutsche Kreuz 1941 – 1945 Geschichte und Inhaber Band II (in German). Norderstedt, Germany: Verlag Klaus D. Patzwall. ISBN 3-931533-45-X.
- Scherzer, Veit (2007). Die Ritterkreuzträger 1939–1945 Die Inhaber des Ritterkreuzes des Eisernen Kreuzes 1939 von Heer, Luftwaffe, Kriegsmarine, Waffen-SS, Volkssturm sowie mit Deutschland verbündeter Streitkräfte nach den Unterlagen des Bundesarchives (in German). Jena, Germany: Scherzers Miltaer-Verlag. ISBN 978-3-938845-17-2.
- Scutts, Jerry (1998). German Night Fighter Aces of World War 2. Osprey Publishing. ISBN 1-85532-696-5.
- Spick, Mike (1996). Luftwaffe Fighter Aces. New York: Ivy Books. ISBN 0-8041-1696-2.